# Centre administratiu
Un centre administratiu és la seu de l'administració regional o local, o d'una ciutat comtat, o de l'indret a on es troba l'administració central d'un municipi. A Rússia, el terme s'aplica a les localitats habitades que serveixen de seu de govern de les entitats dels diferents nivells. L'única excepció a aquesta regla són les Repúbliques de Rússia, per les quals el terme "capital" es fa servir per a referir-se a la seu del govern. La capital de Rússia és també una entitat a la qual no s'aplica el terme "centre administratiu". Una disposició similar existeix a Ucraïna. Al Regne Unit és el centre d'una autoritat local, a on es diferencia un comtat històric d'una ciutat comtat.
En països que tenen el francés com una de les seues llengües oficials (tals com Bèlgica, Luxemburg, Suïssa o molts països africans) i en alguns altres països (tals com Itàlia, cf. paraula relacionada capoluogo), un chef-lieu (ʃɛfljø, forma plural chefs-lieux (literalment "cap i casal" o "lloc principal"), és un poble o ciutat preeminent des d'una perspectiva administrativa. La ‘f’ en chef-lieu és pronunciada, en contrast amb chef-d'oeuvre on és muda.